# Jane Colebrook
Jane Colebrook, née Jane Finch le 8 novembre 1957, est une athlète britannique, spécialiste du 800 m,.
En 1977, elle est championne d'Europe en salle à Saint-Sébastien sur 800 m.
Elle sera également médaille de bronze aux Jeux du Commonwealth en 1978 à Edmonton et médaille d'argent aux Jeux mondiaux en salle en 1985 à Paris.